# Prabumulih II
Prabumulih II is een bestuurslaag in het regentschap Musi Rawas van de provincie Zuid-Sumatra, Indonesië. Prabumulih II telt 1143 inwoners (volkstelling 2010).